# Erysiphe aquilegiae
Erysiphe aquilegiae är en svampart. Erysiphe aquilegiae ingår i släktet Erysiphe och familjen Erysiphaceae.  Arten är reproducerande i Sverige.

## Underarter
Arten delas in i följande underarter:
- ranunculi
- aquilegiae